# Futsal-Bundesliga 2021/22
Die Futsal-Bundesliga-Saison 2021/22 war die erste Spielzeit der höchsten deutschen Spielklasse im Futsal der Männer. Die Saison begann am 3. September 2021 mit dem ersten Spieltag und endete am 27. März 2022. Anschließend folgte die Play-off-Runde.

## Teilnehmer

### Qualifikanten
| Mannschaft                | Liga                        | Platzierung                |
| ------------------------- | --------------------------- | -------------------------- |
| TSV Weilimdorf (M)        | Futsal-Regionalliga Süd     | Meister                    |
| 1. FC Penzberg            | Futsal-Regionalliga Süd     | Vizemeister                |
| Stuttgarter Futsal Club   | Futsal-Regionalliga Süd     | Sieger Qualifikationsrunde |
| TSG 1846 Mainz            | Futsal-Regionalliga Südwest | Meister                    |
| MCH Futsal Club Bielefeld | Futsalliga West             | Meister                    |
| Fortuna Düsseldorf        | Futsalliga West             | Vizemeister                |
| HSV-Panthers              | Futsal-Regionalliga Nord    | Meister                    |
| Wakka Eagles Futsal       | Futsal-Regionalliga Nord    | Vizemeister                |
| HOT 05 Futsal             | NOFV-Futsal-Liga            | Meister                    |
| 1894 Berlin               | NOFV-Futsal-Liga            | Vizemeister                |

### Spielstätten
| Team                      | Stadt                | Halle                                |
| ------------------------- | -------------------- | ------------------------------------ |
| TSV Weilimdorf            | Stuttgart-Weilimdorf | Spechtweghalle Weilimdorf            |
| TSV Weilimdorf            | Sindelfingen         | Glaspalast Sindelfingen              |
| 1. FC Penzberg            | Penzberg             | Sporthalle am Wellenbad              |
| Stuttgarter Futsal Club   | Stuttgart            | Sporthalle Hedelfingen               |
| Stuttgarter Futsal Club   | Stuttgart            | Scharrena                            |
| Stuttgarter Futsal Club   | Stuttgart            | Sporthalle Freiberg                  |
| Stuttgarter Futsal Club   | Stuttgart            | Sporthalle Untertürkheim             |
| Stuttgarter Futsal Club   | Stuttgart            | Porsche-Arena                        |
| TSG 1846 Mainz            | Mainz                | Sporthalle Gymnasium Mainz-Oberstadt |
| MCH Futsal Club Bielefeld | Bielefeld-Sennestadt | Sporthalle Sennestadt-Süd            |
| Fortuna Düsseldorf        | Düsseldorf           | Castello Düsseldorf                  |
| HSV-Panthers              | Hamburg              | CU-Arena                             |
| Wakka Eagles Futsal       | Hamburg              | CU-Arena                             |
| HOT 05 Futsal             | Hohenstein-Ernstthal | Hot-Sportzentrum                     |

## Statistiken

### Tabelle
| Pl.             | Verein                        | Sp. | S  | U | N  | Tore    | Diff. | Punkte |
| --------------- | ----------------------------- | --- | -- | - | -- | ------- | ----- | ------ |
| 1.              | Stuttgarter Futsal Club (Q)   | 16  | 13 | 1 | 2  | 071:420 | +29   | 40     |
| 2.              | HOT 05 Futsal (NO)            | 16  | 13 | 0 | 3  | 091:330 | +58   | 39     |
| 3.              | TSV Weilimdorf (S, M)         | 16  | 12 | 1 | 3  | 082:500 | +32   | 37     |
| 4.              | HSV-Panthers (N)              | 16  | 8  | 2 | 6  | 052:350 | +17   | 26     |
| 5.              | MCH Futsal Club Bielefeld (W) | 16  | 8  | 0 | 8  | 049:560 | −7    | 24     |
| 6.              | Wakka Eagles Futsal (N)       | 16  | 5  | 1 | 10 | 052:710 | −19   | 16     |
| 7.              | Fortuna Düsseldorf (W)        | 16  | 4  | 1 | 11 | 038:680 | −30   | 13     |
| 8.              | 1. FC Penzberg (S)            | 16  | 3  | 2 | 11 | 058:890 | −31   | 11     |
| 9.              | TSG 1846 Mainz (SW)           | 16  | 1  | 2 | 13 | 024:730 | −49   | 05     |
| 10.             | 1894 Berlin (NO)              | 0   | 0  | 0 | 0  | 000:000 | ±0    | 0      |
| Stand: Endstand |                               |     |    |   |    |         |       |        |

Zum Ende der Gruppenphase 2021/22:
Zum Saisonende 2020/21:
| (M)  | Deutscher Futsal-Meister 2020/21                                |
| (N)  | qualifiziert über die Futsal-Regionalliga Nord 2020/21          |
| (NO) | qualifiziert über die NOFV-Futsal-Liga 2020/21                  |
| (W)  | qualifiziert über die Futsalliga West 2020/21                   |
| (SW) | qualifiziert über die Futsal-Regionalliga Südwest 2020/21       |
| (S)  | qualifiziert über die Futsal-Regionalliga Süd 2020/21           |
| (Q)  | qualifiziert über die Qualifikationsrunde zur Futsal-Bundesliga |

### Kreuztabelle
Die Kreuztabelle stellt die Ergebnisse aller Spiele dieser Saison dar. Die Heimmannschaft ist in der linken Spalte, die Gastmannschaft in der oberen Zeile aufgelistet. Die Spiele von 1894 Berlin wurden nach dem Rückzug der Mannschaft aus der Wertung genommen und werden hier kursiv dargestellt.
| 2021/22                   | TSV Weilimdorf | 1. FC Penzberg | SFC  | MAI | MCH Futsal Club Bielefeld | Fortuna Düsseldorf | HSV-Panthers | Wakka Eagles Futsal | HOT 05 Futsal | BER |
| ------------------------- | -------------- | -------------- | ---- | --- | ------------------------- | ------------------ | ------------ | ------------------- | ------------- | --- |
| TSV Weilimdorf            |                | 7:6            | 8:0  | 4:0 | 6:1                       | 4:3                | 5:4          | 4:2                 | 11:8          | 5:1 |
| 1. FC Penzberg            | 5:8            |                | 4:9  | 7:2 | 5:6                       | 5:4                | 2:6          | 6:4                 | 1:7           | –   |
| Stuttgarter Futsal Club   | 4:2            | 5:1            |      | 3:1 | 5:2                       | 6:4                | 0:0          | 7:1                 | 4:0           | –   |
| TSG 1846 Mainz            | 1:8            | 2:2            | 0:5  |     | 3:4                       | 0:2                | 0:3          | 5:5                 | 3:8           | –   |
| MCH Futsal Club Bielefeld | 2:3            | 4:3            | 2:4  | 5:3 |                           | 4:1                | 0:7          | 5:1                 | 2:3           | –   |
| Fortuna Düsseldorf        | 1:4            | 3:3            | 2:11 | 2:4 | 1:4                       |                    | 1:0          | 6:0                 | 2:5           | –   |
| HSV-Panthers              | 2:2            | 5:3            | 2:3  | 4:0 | 4:3                       | 6:3                |              | 3:7                 | 1:3           | –   |
| Wakka Eagles Futsal       | 6:4            | 7:4            | 4:5  | 7:0 | 3:4                       | 1:2                | 0:5          |                     | 3:0           | –   |
| HOT 05 Futsal             | 5:2            | 10:1           | 9:0  | 4:0 | 4:1                       | 11:1               | 3:0          | 11:1                |               | 2:0 |
| 1894 Berlin               | –              | –              | –    | –   | –                         | –                  | –            | –                   | –             |     |
| Stand: Endstand           |                |                |      |     |                           |                    |              |                     |               |     |

## Meisterschafts-Playoffs
- Die Mannschaft mit der besseren Platzierung nach der Gruppenphase hatte im Rückspiel Heimrecht.
- Im Finale findet bei der Mannschaft mit der besseren Platzierung nach der Gruppenphase statt.

|  | Viertelfinale | Viertelfinale             | Viertelfinale  | Viertelfinale |   |                         | Halbfinale              | Halbfinale | Halbfinale | Halbfinale |  |  | Finale | Finale | Finale |
|  |               |                           |                |               |   |                         |                         |            |            |            |  |  |        |        |        |
|  | 1             | Stuttgarter Futsal Club   | 7              | 8             |   |                         |                         |            |            |            |  |  |        |        |        |
|  | 8             | 1. FC Penzberg            | 1              | 1             |   |                         |                         |            |            |            |  |  |        |        |        |
|  | 8             | 1. FC Penzberg            | 1              | 1             | 1 | Stuttgarter Futsal Club | 4                       | 3          |            |            |  |  |        |        |        |
|  |               |                           |                |               | 1 | Stuttgarter Futsal Club | 4                       | 3          |            |            |  |  |        |        |        |
|  |               | 4                         | HSV-Panthers   | 2             | 1 |                         |                         |            |            |            |  |  |        |        |        |
|  | 4             | 4                         | HSV-Panthers   | 2             | 1 | HSV-Panthers            | 5                       | 3          |            |            |  |  |        |        |        |
|  | 4             |                           |                |               |   | HSV-Panthers            | 5                       | 3          |            |            |  |  |        |        |        |
|  | 5             | MCH Futsal Club Bielefeld | 2              | 3             |   |                         |                         |            |            |            |  |  |        |        |        |
|  |               |                           |                |               |   | 1                       | Stuttgarter Futsal Club | 2          |            |            |  |  |        |        |        |
|  |               | 2                         | HOT 05 Futsal  | 1             |   |                         |                         |            |            |            |  |  |        |        |        |
|  | 2             | HOT 05 Futsal             | 4              | 7             |   |                         |                         |            |            |            |  |  |        |        |        |
|  | 7             | Fortuna Düsseldorf        | 2              | 0             |   |                         |                         |            |            |            |  |  |        |        |        |
|  | 7             | Fortuna Düsseldorf        | 2              | 0             | 2 | HOT 05 Futsal           | 4                       | 3          |            |            |  |  |        |        |        |
|  |               |                           |                |               | 2 | HOT 05 Futsal           | 4                       | 3          |            |            |  |  |        |        |        |
|  |               | 3                         | TSV Weilimdorf | 2             | 4 |                         |                         |            |            |            |  |  |        |        |        |
|  | 3             | 3                         | TSV Weilimdorf | 2             | 4 | TSV Weilimdorf          | 8                       | 8          |            |            |  |  |        |        |        |
|  | 3             |                           |                |               |   | TSV Weilimdorf          | 8                       | 8          |            |            |  |  |        |        |        |
|  | 6             | Wakka Eagles Futsal       | 1              | 6             |   |                         |                         |            |            |            |  |  |        |        |        |

## Relegation

### Teilnehmer aus den Regionalverbänden
Neben dem Neuntplatzierten der abgelaufenen Futsal-Bundesliga-Saison nehmen die fünf Meister der Regionalligen an der Relegation teil.
| Nord         | Nordost      | West                 | Südwest          | Süd                 |
| FC St. Pauli | Beach United | Futsal Panthers Köln | Futsal Nova Club | SSV Jahn Regensburg |

### Gruppe 1

#### Abschlusstabelle
| Pl.             | Verein                                           | Sp. | S | U | N | Tore    | Diff. | Punkte |
| --------------- | ------------------------------------------------ | --- | - | - | - | ------- | ----- | ------ |
| 1.              | SSV Jahn Regensburg (Meister Regionalliga Süd)   | 4   | 4 | 0 | 0 | 027:600 | +21   | 12     |
| 2.              | Futsal Panthers Köln (Meister Regionalliga West) | 4   | 2 | 0 | 2 | 012:130 | −1    | 06     |
| 3.              | Beach United (Meister Regionalliga Nordost)      | 4   | 0 | 0 | 4 | 006:260 | −20   | 0      |
| Stand: Endstand |                                                  |     |   |   |   |         |       |        |

#### Kreuztabelle
| Gruppe 1             | BEA | KÖL | SSV Jahn Regensburg |
| -------------------- | --- | --- | ------------------- |
| Beach United         |     | 2:3 | 2:11                |
| Futsal Panthers Köln | 6:1 |     | 2:6                 |
| SSV Jahn Regensburg  | 6:1 | 4:1 |                     |
| Stand: Endstand      |     |     |                     |

### Gruppe 2

#### Abschlusstabelle
| Pl.             | Verein                                          | Sp. | S | U | N | Tore    | Diff. | Punkte |
| --------------- | ----------------------------------------------- | --- | - | - | - | ------- | ----- | ------ |
| 1.              | FC St. Pauli (Meister Regionalliga Nord)        | 4   | 3 | 1 | 0 | 032:200 | +12   | 10     |
| 2.              | TSG 1846 Mainz (Neunter der Bundesliga)         | 4   | 2 | 1 | 1 | 023:150 | +8    | 07     |
| 3.              | Futsal Nova Club (Meister Regionalliga Südwest) | 4   | 0 | 0 | 4 | 014:340 | −20   | 0      |
| Stand: Endstand |                                                 |     |   |   |   |         |       |        |

#### Kreuztabelle
| Gruppe 2         | MAI  | FC St. Pauli | NOV |
| ---------------- | ---- | ------------ | --- |
| TSG 1846 Mainz   |      | 4:7          | 4:2 |
| FC St. Pauli     | 5:5  |              | 9:4 |
| Futsal Nova Club | 1:10 | 7:11         |     |
| Stand: Endstand  |      |              |     |